# Gottlieb Herting
Gottlieb Herting (* 27. Mai 1856 in Dachsbach; † 30. Dezember 1919 in Kaufbeuren) war ein deutscher Mathematiker.

## Leben
Gottlieb Herting, Sohn eines Bierbrauers, besuchte die Königliche Kreisgewerbsschule zu Augsburg. Er studierte Ingenieurwesen an der TH Karlsruhe, wurde dort Mitglied der Burschenschaft Teutonia und war Mitgründer der Burschenschaft Germania.
Am 20. Dezember 1884 wurde er zum Dr. phil. an der Ludwig-Maximilians-Universität München promoviert unter Betreuung von Gustav Conrad Bauer und Philipp Ludwig Seidel.
Seine Promotion fand unter Anregung von Alexander von Brill (TH München) und Förderung von Max Noether (Universität Erlangen) statt.
1885 wurde er Assistent, 1889 Gymnasiallehrer und 1890 Gymnasialprofessor der Mathematik und Physik am Gymnasium bei St. Anna (Augsburg).

## Veröffentlichungen (Auszug)
- Über die gestaltlichen Verhältnisse der Flächen dritter Ordnung und ihrer parabolischen Kurven, Dissertation, 1884, veröffentlicht in: Programm zu dem Jahresberichte der königlichen Studienanstalt bei St. Anna in Augsburg, 2 Teile, 1887, 1888
- Von Strecke, Quadrat und Würfel zum bestimmten Integral: Zum Gebrauche in den oberen Klassen unserer Mittelschulen und beim Selbstunterrichte, Leipzig: B. G. Teubner, 1910.